# Nicolas Eekman
Nicolas Mathieu Eekman, conosciuto anche con il nome di Nico Eekman, Nic Eekman e sotto lo pseudonimo di Ekma (Bruxelles, 9 agosto 1889 – Parigi, 13 novembre 1973), è stato un pittore olandese.
Fu anche incisore, disegnatore, acquarellista e illustratore affermato.

## Biografia
All'età di diciotto anni tenne a Bruxelles una conferenza intitolata Van Gogh, uno sconosciuto, dedicata al pittore che nel 1907 era ancora quasi estraneo al grande pubblico. Nel 1912 visitò la prima mostra di Van Gogh a Colonia, esperienza che sarà decisiva.
Dopo aver ottenuto il diploma in architettura all'Accademia delle Belle Arti di Bruxelles, fu invitato dal suo amico pastore Bart di Ligt, a soggiornare al presbiterio di Nuenen, nei Paesi Bassi, durante la prima guerra mondiale. Fu proprio in questo presbiterio che trent'anni prima visse la famiglia Van Gogh. Vincent dipinse qui Les mangeurs de pommes de terre (I mangiatori di patate). Fino alla fine della guerra le esposizioni si moltiplicarono nel paese di Eekman e le sue opere furono l'oggetto di numerose acquisizioni da parte dei grandi musei e dei collezionisti danesi, in particolare Hélène e Anton Kröller-Müller.
Nel 1921 Eekman s'installò a Parigi e non smise mai di esporre né in Francia né all'estero. Frequenta gli artisti danesi che vivono a Parigi come Fred Klein, Piet Mondrian, César Domela, Georges Vantongerloo e Frans Masereel. Crea un legame d'amicizia con la gallerista Jeanne Bucher che esporrà le sue opere nel 1928 insieme a Mondrian. Fu l'unica volta che Mondrian espose I suoi quadri a Parigi. Questi due uomini, nonostante fossero divisi per la loro concezione dell'arte, l'uno promotore dell'arte astratta e Eekman fortemente contrario, resteranno legati da un'amicizia inscindibile lungo tutto il corso della loro vita.
Negli anni '30 Eekman fu regolarmente presente alle esposizioni collettive, in particolare negli Stati Uniti, e le sue esposizioni personali furono organizzate dappertutto in Europa.
A cavallo tra le due guerre mondiali Eekman partecipò alla vita artistica parigina il cui cuore all'epoca si trovava a Montparnasse, e cominciò a frequentare Jean Lurçat, Louis Marcoussis, André Lhote, Max Jacob, Moïse Kisling, Marc Chagall, Pablo Picasso, Salvador Dalí, Armand Nakache, Paul Signac, Jacques Lipchitz, Fernand Léger, Edouard Goerg, Geiger, Max Ernst, etc…
Durante l'Esposizione Internazionale che ebbe luogo a Parigi nel 1937, Eekman ottenne una medaglia d'oro per la tela La pelote bleu, acquistata più tardi dallo Stato per lo spazio espositivo Jeu de Paume.
Agli inizi della seconda Guerra mondiale, ricercato dai nazisti, si rifugiò a Saint-Jean-de-Luz, nel sud-est della Francia, dove cominciò a firmare temporaneamente le sue opere con lo pseudonimo di Ekma.
Nel 1944 il Palazzo delle Belle Arti di Bruxelles organizzò una sua mostra molto importante e alla quale si rese anche la Regina del Belgio.
Negli anni '50 e '60 le sue esposizioni si susseguirono ad un ritmo costante in Francia, in Belgio, nei Paesi Bassi e in Svizzera. Durante l'esposizione internazionale a Deauville nel 1956, ricevette il "Premio del nudo".
Nel 1961 un importante pannello murale (2,50 x 1,40 m) sulle piante medicinali nel mondo, gli fu commissionato dal Professor H. Griffon. Quest'opera fu realizzata per la farmacia dell'aeroporto parigino di Orly.
Poco tempo dopo una grande retrospettiva alla galleria Reflets di Bruxelles, Nicolas Eekman si spegne il 13 novembre 1973 a Parigi. È sepolto al cimitero di Ivry, nella regione parigina.

## Lo stile
Il suo stile è caratterizzato da tre grandi periodi: espressionista tra il 1914 e la fine degli anni '20; realista fiammingo fino all'inizio degli anni '50; poi fantastico. Illustrò diversi libri, tra i quali Les destinées di Alfred de Vigny (1993), Contes d'un buveur de bière di Charles Deulin (1945), Tyl Ulenspiegel di Charles de Coster (1946), L'Ane culotte di Henri Bosco (1950).